# Jacques Pellegrin (zoolog)
Jacques Pellegrin, född 12 juni 1873 i Paris, död 12 augusti 1944 i samma stad, var en fransk zoolog särskilt inriktad på herpetologi och iktyologi.

## Studier och yrkesliv
Pellegrin studerade naturhistoria, och blev 1894 biträdande intendent vid den zoologiska avdelningen på Muséum national d'histoire naturelle, Frankrikes naturhistoriska riksmuseum. Han disputerade som medicine doktor 1899 och doktor i vetenskap år 1904. Efter många forskningsresor utomlands blev han 1937 andreman för hela museet, och efterträdde i samband med det Louis Roule (1861–1942) som intendent över de herpetologiska och iktyologiska avdelningarna.
Pellegrin publicerade fler än 600 vetenskapliga artiklar och böcker. I samband med sina resor upptäckte han omkring 350 nya arter och gav dem deras vetenskapliga namn. Till dem hör exempelvis cikliden Teleogramma monogramma, laxkarpen Ichthyborus monodi och malen Synodontis macrepipterus (numera med namnet Synodontis eupterus).
Flera taxonomer har döpt nya djurarter i Pellegrins namn för att hedra hans arbete, till exempel Charles Tate Regan som beskrivit arten Geophagus pellegrini.